# Cheshire Cat
Cheshire Cat — дебютний студійний альбом американського поп-панк гурту Blink-182 (на той час називався Blink). Альбом було видано лейблом Cargo Music/Grilled Cheese 17 лютого 1994 року. До альбому увійшли два сингли: «M+M's» та «Wasting Time». На перших копіях альбому гурт ще мав назву Blink, проте через авторські суперечності вимушений був змінити назву на Blink-182. Згодом два треки з цього альбому увійдуть до збірки найкращих треків Blink 182 Greatest Hits.

## Список композицій
Автор музики і слів Том ДеЛонг та Марк Гоппус. Слова до пісні «Wasting Time» написав Джефф Форрест .. 
| Cheshire Cat | Cheshire Cat            | Cheshire Cat |
| #            | Назва                   | Тривалість   |
| ------------ | ----------------------- | ------------ |
| 1.           | «Carousel»              | 3:15         |
| 2.           | «M+M's»                 | 2:40         |
| 3.           | «Fentoozler»            | 2:05         |
| 4.           | «Touchdown Boy»         | 3:11         |
| 5.           | «Strings»               | 2:26         |
| 6.           | «Peggy Sue»             | 2:38         |
| 7.           | «Sometimes»             | 1:09         |
| 8.           | «Does My Breath Smell?» | 2:38         |
| 9.           | «Cacophony»             | 3:06         |
| 10.          | «TV»                    | 1:42         |
| 11.          | «Toast and Bananas»     | 2:43         |
| 12.          | «Wasting Time»          | 2:49         |
| 13.          | «Romeo and Rebecca»     | 2:34         |
| 14.          | «Ben Wah Balls»         | 3:56         |
| 15.          | «Just About Done»       | 2:16         |
| 16.          | «Depends»               | 2:51         |
| 41:48        |                         |              |

| Бонусні треки японської версії | Бонусні треки японської версії | Бонусні треки японської версії |
| #                              | Назва                          | Тривалість                     |
| ------------------------------ | ------------------------------ | ------------------------------ |
| 17.                            | «Zulu»                         | 2:06                           |
| 18.                            | «Lemmings»                     | 2:45                           |
| 45:37                          |                                |                                |

- Слід зазначити, що треки 1, 3, 5, 7, 10, 11, та 13 вперше з’явились на демо-касеті Buddha.

## Учасники запису
| Blink-182 - Марк Гоппус — бас-гітара, Вокал - Том ДеЛонг — гітари, вокал - Скотт Рейнор — ударні, перкусія Художня робота - Джефф Мотч — дизайн обкладинки Запрошені музиканти - Мет Хаутс — бек-вокал у «Ben Wah Balls» | Продюсування - Рів Олівер — запис, продюсування - Стів Кравак — аудіо-мікшування, продюсування - Джефф Форрест – інженер мікшування, додатковий текст для пісні «Wasting Time» |